# Oleksandro-Stepanivka (Zvenîhorodka), Kirovohrad
Oleksandro-Stepanivka (în ucraineană Олександро-Степанівка) este un sat în comuna Zvenîhorodka din regiunea Kirovohrad, Ucraina.

## Demografie
Componența lingvistică a localității Oleksandro-Stepanivka
     Ucraineană (82,24%)
     Rusă (15,79%)
Conform recensământului din 2001, majoritatea populației localității Oleksandro-Stepanivka era vorbitoare de ucraineană (82,24%), existând în minoritate și vorbitori de rusă (15,79%) și armeană (1,32%).